# コールスニ連隊

連隊の紋章。外敵の来襲に備える弓に上向きの矢。

コールスニ連隊（コールスニれんたい；ウクライナ語: Корсунський полк）は、17世紀半ばから18世紀にかけて、右岸ウクライナに置かれたウクライナ・コサックの連隊の一つ。コサック国家の軍事・行政単位。コールスニ連隊区とも。連隊庁所在地はコールスニ町（1648年－1712年）。連隊名はこの町に由来する。16の百人隊を含んだ。フメリニツキーの乱に続くウクライナ内戦の舞台となったので、著しく荒れ果て、住民の多くは左岸ウクライナの諸連隊へ移住した。1667年に、ロシア・ツァーリ国とポーランド・リトアニア共和国によるコサック国家の分割に伴ってポーランド・リトアニア共和国の支配下に置かれ、1670年代末に廃止された。1684年にコサック反乱軍によって再編成されたが、1712年、プルト条約が終結された結果、ポーランド政府によって再び廃止された。